# سوپرمن
سوپِرمَن (به انگلیسی: Superman) یا اَبَرمَرد شخصیتی خیالی و ابرقهرمان در داستان‌های مصور آمریکایی است که دی‌سی کامیکس آن را منتشر می‌کند. جِری سیگِل در مقام نویسنده و جو شوستِر به عنوان طراح، این شخصیت را خلق کردند. اولین معرفی عمومی ابرمرد در شمارهٔ اول داستان‌های مصور پرحادثه انجام شد که در ۱۸ آوریل سال ۱۹۳۸ / ۲۹ فروردین سال ۱۳۱۷ منتشر گردید.
زادگاه ابرمرد سیارهٔ خیالی کِریپتون است و نام اصلی او کال-اِل می‌باشد. در پی وقوع فاجعه‌ای طبیعی در کریپتون، والدینش پیش از نابودی سیاره، او را با فضاپیمایی به سوی زمین گسیل داشتند. این فضاپیما در نزدیکی شهر خیالی اِسمالویل در آمریکا فرود آمد. زوج کشاورزی به نام‌های جاناتان و مارتا کِنت، او را یافته و به فرزندی پذیرفتند و نام کِلارْک را برایش انتخاب نمودند.
با رشد کلارک، توانایی‌های فوق‌بشری او از جمله قدرت جسمانی خارق‌العاده و مقاومت فوق‌العاده در برابر آسیب‌ها آشکار شد. والدین‌خوانده‌اش او را به استفاده از این توانایی‌ها در جهت منافع بشریت تشویق کردند. در نتیجه، کلارک تصمیم به مبارزه با جرم و جنایت گرفت. برای حفظ هویت مخفی خود، هویتی جدید با نام ابرمرد و لباسی مخصوص برای خود برگزید.
کلارک کنت در شهر خیالی مِتروپُلیس سکونت دارد و به حرفهٔ روزنامه‌نگاری در روزنامهٔ دِیلی پِلَنِت اشتغال دارد. از مهم‌ترین شخصیت‌های مرتبط با او می‌توان به لویس لین (همکار و معشوقهٔ او)، جیمی اولسِن (عکاس روزنامه) و پِری وایت (سردبیر دیلی‌پلنت) اشاره کرد. در مقابل، دشمنان اصلی او شامل ژنرال زاد، بِرِینیاک و به ویژه لِکس لوتِر می‌شوند.
ابرمرد به عنوان نخستین ابرقهرمانی شناخته می‌شود که تمام مؤلفه‌های استاندارد این گونه را دارا بود: استفاده از لباس مبدل، نام مستعار و برخورداری از توانایی‌های فوق‌طبیعی برای مقابله با مجرمان. اگرچه پیش از او نیز شخصیت‌هایی با برخی از این ویژگی‌ها وجود داشتند، اما ابرمرد بود که گونۀ ابرقهرمانی را به محبوبیت رساند و الهام‌بخش خلق بسیاری از ابرقهرمان‌های بعدی شد. تا دههٔ ۱۹۸۰ میلادی، ابرمرد پرفروش‌ترین شخصیت ابرقهرمان در داستان‌های مصور آمریکایی محسوب می‌شد.
این شخصیت در رسانه‌های مختلفی از قبیل فیلم، سریال، بازی‌های ویدئویی، ادبیات داستانی و هنرهای نمایشی حضور داشته است.

## خلقت و به تصویر کشیده شدن
جری سیگل و جو شوستر با یکدیگر در سال ۱۹۳۲، هنگام تحصیل در دبیرستان گلینویل در کلیولند، آشنا شدند و به دلیل علاقه مشترک به داستان‌های علمی تخیلی با یکدیگر دوست شدند. سیگل آرزو داشت که نویسنده شود و شوستر آرزو داشت طراح شود. سیگل داستان‌های علمی تخیلی آماتوری می‌نوشت و آن‌ها را برای مجله‌ای به نام «علمی تخیلی: پاسدار پیشرفته تمدن آینده» می‌فرستاد. دوست او شوستر اغلب برای کارهای او تصاویری طراحی می‌کرد. سیگل در ژانویه ۱۹۳۳ داستانی در مجله علمی تخیلی منتشر کرد که «سلطنت سوپرمن» نام داشت. شخصیت اصلی این داستان یک مرد بی خانمان به نام «بیل دان» است که توسط یک دانشمند شرور فریب می‌خورد و یک داروی آزمایشی را مصرف می‌کند. این داروها تأثیرات خارق‌العاده ای بر بیل می‌گذارد و به قدرت ذهن خوانی، کنترل ذهن و بصیرت دست میابد. بیل به سرعت تحت تأثیر قدرت‌های خود فاسد می‌شود و در اندیشه سلطنت بر جهان می‌افتد و نام خود را سوپرمن می‌گذارد. اما تأثیرات دارو بزودی از بین می‌رود و او دوباره به یک ولگرد بی خانمان تبدیل می‌شود. شوستر در طراحی‌های خود برای این داستان، بیل را به شکل یک مرد طاس به تصویر می‌کشد.

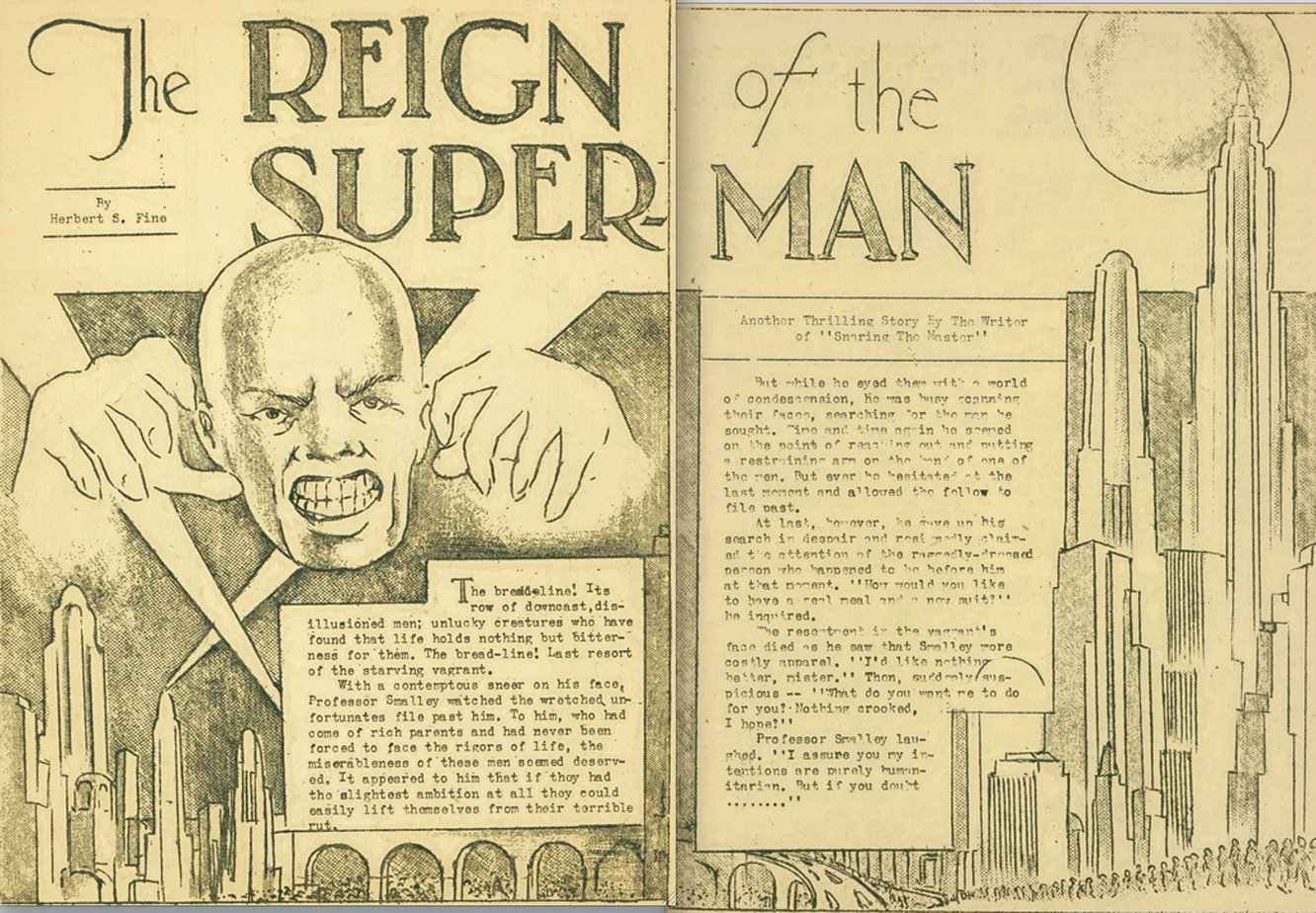
"سلطنت سوپرمن"، داستانی کوتاه از جری سیگل (ژانویه ۱۹۳۳)

سپس سیگل و شوستر به خلق کمیک استریپ، در زمینه‌های کمدی و ماجراجویی، روی می‌آورند. آنها می‌خواستند برای روزنامه‌های سندیکایی نویسندگی کنند، بنابراین ایده‌های خود را به سردبیران روزنامه‌های مختلف نشان دادند. با این حال، سردبیران روزنامه به آنها گفتند که ایده‌های آنها به اندازه کافی هیجان انگیز نیست. اگر آنها می‌خواستند یک کمیک استریپ موفق خلق کنند، باید ایده ای پر شورتر و هیجان انگیز تر از هر چیز دیگری در بازار خلق می‌کردند. همین دلیل باعث شد تا سیگل دوباره برای خلق یک شخصیت کمیک استریپ دوباره به سوپرمن رجوع کند. سیگل قدرت‌های سوپرمن را تغییر داد تا او را شگفت‌انگیز تر بکند. نسخه بعدی سوپرمن، مانند بیل دان، قدرت‌هایش را به‌طور ناخواسته از یک دانشمند دیوانه بدست میاورد. اما این دفعه به جای قدرت‌های ذهنی، قدرت فوق بشری و پوست ضد گلوله بدست میاورد. علاوه بر این سوپرمن جدید برخلاف بیل دان شرور نبود و یک ابرقهرمان مبارز جرم و جنایت به‌شمار می‌رفت؛ زیرا سیگل باور داشت که یک کمیک استریپ که شخصیت اصلی آن ابرقهرمان است احتمال موفقیت بیشتری پیدا می‌کند. سیگل در سال‌های بعد به یاد آورد که در برخی از پنل‌های نمونه اولیه کمیک استریپ سوپرمن با یک شنل «خفاش مانند» طراحی شده بود، اما درکل او و شوستر توافق کرده بودند که هنوز لباسی طراحی نشود و هیچ لباسی هم در باقی مانده نمونه‌های اولیه وجود ندارد.
سیگل و شوستر دومین نسخه سوپرمن را به اتشارات هامور در شیکاگو نشان دادند. در ماه مه ۱۹۳۳، انتشارات هامور یک کتاب کمیک اولیه با عنوان کارآگاه دان: عملیات مخفی ۴۸ منتشر کرد. این کتاب حاوی داستان‌های کاملاً اصلی بود، برخلاف چاپ مجدد نوارهای روزنامه، که در آن زمان تازگی داشت. سیگل و شوستر یک کتاب کمیک در قالبی مشابه به نام سوپرمن گرد هم آوردند. هیئتی از انتشارات هامور در آن تابستان در یک سفر کاری از کلیولند بازدید کردند و سیگل و شوستر از این فرصت استفاده کردند و کار خود را شخصاً ارائه کردند. اگر چه انتشارات هامور ابتدا ابراز علاقه کرد، اما بعداً از تجارت کمیک خارج شد بدون اینکه هیچ قراردادی برای کتاب ارائه کنند زیرا فروش کارآگاه دان ناامیدکننده بود.
سیگل معتقد بود که ناشران به دلیل جوان بودن و ناشناخته بودن او و شوستر آنها را رد می‌کنند، بنابراین او به دنبال طراح دیگری بود که جانشین شوستر شود. وقتی سیگل به شوستر گفت که قصد چه کاری را دارد، شوستر با سوزاندن کمیک سوپرمن رد شده آنها واکنش نشان داد و فقط از سوزاندن جلد آن صرفنظر کرد. همکاری آنها در پروژه‌های دیگر ادامه یافت، اما همکاری شوستر و سیگل در پروژه سوپرمن به پایان رسیده بود.
سیگل از هنرمندان متعددی درخواست همکاری کرد. اولین پاسخ مثبت در ژوئیه ۱۹۳۳ توسط لئو اومیلیا، که کمیک‌های فو مانچو را برای انتشارات «بل سایندیکیت» طراحی کرده بود، آمد. در طرحی که سیگل برای اومیلیا فرستاد، داستان اصلی سوپرمن تغییر کرد: او یک «دانشمند ماجراجو» بود که از آینده‌ای دور، زمانی که بشریت به‌طور طبیعی به «ابرقدرت‌ها» تکامل یافته بود، میامد. درست قبل از اینکه زمین منفجر شود، او با ماشین زمان به دوران مدرن می‌گریزد و در آنجا بلافاصله شروع به استفاده از ابرقدرت‌های خود برای مبارزه با جرم و جنایت می‌کند. اومیلیا چند طرح تهیه کرد و آنها را به سندیکای روزنامه خود نشان داد، اما آنها رد شدند. اومیلیا هیچ نسخه ای از طراحی‌های خود را برای سیگل نفرستاد و سپس همه آنها گم شدند.
در ژوئن ۱۹۳۴، سیگل همکار دیگری پیدا کرد: هنرمندی اهل شیکاگو به نام راسل کیتون. کیتون سابقه طراحی کمیک استریپ‌های باک راجرز و اسکای رودز را داشت. در فیلمنامه ای که سیگل در ژوئن برای کیتون فرستاد، داستان اصلی سوپرمن تکامل بیشتری پیدا کرد: در آینده ای دور، زمانی که زمین به دلیل «فاجعه ای عظیم» در آستانه انفجار بود، آخرین مردی که باقی مانده بود پسر سه ساله خود را به سال ۱۹۳۵ می‌فرستد. ماشین زمان در جاده ای ظاهر می‌شود که توسط رانندگان سام و مولی کنت کشف می‌شود. آنها پسر را در یک یتیم خانه رها می‌کنند، اما در آنجا نمی‌توانند از او مراقبت کنند زیرا او قدرت مافوق بشری و پوست غیرقابل نفوذ دارد. کنت‌ها پسر را به فرزندی قبول می‌کنند و نام او را کلارک می‌گذارند و به او می‌آموزند که باید از مواهب طبیعی خارق‌العاده خود به نفع بشریت استفاده کند. در ماه نوامبر، سیگل ادامهٔ طرحش را برای کیتون فرستاد: ماجرایی که در آن سوپرمن یک توطئه برای ربودن یک بازیکن مشهور فوتبال را خنثی می‌کند. طرح توسعه یافته اشاره می‌کند که کلارک برای پنهان کردن هویت سوپرمن، یک «یونیفرم» خاص به تن می‌کند، اما توضیحی دربارهٔ شکل آن داده نشده‌است. کیتون بر اساس فیلمنامه سیگل، دو هفته استریپ تولید کرد. در نوامبر، کیتون طرح‌های خود را به یک سندیکای روزنامه نشان داد، اما آنها نیز رد شدند، و او پروژه را رها کرد.
مدتی بعد سیگل و شوستر آشتی کردند و پروژه سوپرمن را با هم از سر گرفتند. این شخصیت از سیاره کریپتون به یک بیگانه تبدیل شد. شوستر لباسی را طراحی کرد که اکنون آشنا شده‌است: جوراب شلواری با علامت S روی سینه، شلوارک و شنل. آنها کلارک کنت را روزنامه‌نگاری ساختند که وانمود می‌کند ترسو است، و همکارش لوئیس لین را تصور کردند که جذب سوپرمن جسور و توانا شده‌است اما متوجه نمی‌شود که او و کنت یک نفر هستند.
سیگل و شوستر سرانجام در ژوئن ۱۹۳۵ با انتشارات متحد ملی، یک شرکت چاپ و نشر مجلات کمیک در نیویورک که متعلق به مالکوم ویلر-نیکلسون بود، آغاز به همکاری کردند. ویلر-نیکلسون دو اثر خود را در شماره ۶ «کمیک‌های سرگرم کننده جدید» (۱۹۳۵) منتشر کرد: «هنری دووال» و «دکتر اوکالت». سیگل و شوستر سوپرمن را به او نشان دادند و از او خواستند که سوپرمن را از طرف آنها به روزنامه‌ها معرفی کند. در ماه اکتبر، ویلر-نیکلسون پیشنهاد داد که سوپرمن را در یکی از مجلات خود منتشر کند. سیگل و شوستر پیشنهاد او را رد کردند زیرا ویلر-نیکلسون خود را تاجری غیرمسئول نشان داده بود. او در پاسخ به نامه‌های آنها کند بود و برای کارشان در «کمیک‌های سرگرم کننده جدید» شماره ۶ به آنها پولی نداده بود. آنها ترجیح دادند سوپرمن را به سندیکاهای روزنامه ارائه بدهند. علیرغم دستمزدهای نامنظم، سیگل و شوستر به کار برای ویلر-نیکلسون ادامه دادند، زیرا او تنها ناشری بود که آثار آنها را می‌خرید، و در طول سال‌ها، کمیک‌های ماجراجویانه دیگری برای مجلات او نوشتند.
اما مشکلات مالی ویلر-نیکلسون همچنان رو به افزایش بود. در سال ۱۹۳۶، او یک شرکت مشترک با هری داننفلد و جک لیبوییتس، به نام شرکت کمیک‌های کاراگاهی، تشکیل دادند و سومین مجله خود را با عنوان کمیک‌های کاراگاهی منتشر کردند. سیگل و شوستر نیز داستان‌هایی مانند «اسلم برادلی» را برای کمیک‌های کارآگاهی نوشتند. ویلر-نیکلسون به داننفلد و لیبویتس بدهکار شد و در اوایل ژانویه ۱۹۳۸، شرکت ویلر-نیکلسون، تحت فشار داننفلد و لیبویتس، اعلام ورشکستگی کرد. طولی نکشید که شرکت کمیک‌های کارآگاهی باقی ماندهٔ انتشارت ویلر-نیکلسون، انتشارات متحد ملی، را در یک حراج ورشکستگی از بانک خریدند.
در اوایل دسامبر ۱۹۳۷، سیگل در نیویورک به دیدار لیبیوتس رفت، و لیبویتس از سیگل خواست تا برای یک مجله کمیک به نام «کمیک‌های اکشن» داستان‌های خود را بنویسد. سیگل چند داستان جدید را برای آن مجله پیشنهاد کرد، اما سوپرمن را نه. سیگل و شوستر در آن زمان در حال مذاکره با سندیکای روزنامه مک کلور برای سوپرمن بودند. در اوایل ژانویه ۱۹۳۸، سیگل یک مکالمه تلفنی سه طرفه با لیبویتس و یکی از کارکنان مک کلور به نام مکس گینز داشت. گینز به سیگل اطلاع داد که مک کلور پیشنهاد چاپ سوپرمن را رد کرده‌است و از او پرسید که آیا می‌تواند به جای این داستان سوپرمن را به لیبویتس بفرستدد تا لیبویتس آن را برای چاپ در کمیک‌های اکشن در نظر بگیرد. سیگل موافقت کرد. لیبویتس و همکارانش تحت تأثیر سوپرمن قرار گرفتند و از سیگل و شوستر خواستند که این داستان را در ۱۳ صفحه برای برای کمیک‌های اکشن بنویسند. سیگل و شوستر که از رد شدن‌های مداوم خسته شده بودند، این پیشنهاد را پذیرفتند. حداقل در حال حاضر آنها می‌دیدند که سوپرمن منتشر شده‌است. سیگل و شوستر کار خود را در اواخر فوریه ارسال کردند و ۱۳۰ دلار (معادل ۲۵۰۳ دلار در سال ۲۰۲۱) برای کارشان (۱۰ دلار برای هر صفحه) دریافت کردند. در اوایل ماه مارس، آنها (به درخواست لیبویتس) قراردادی را امضا کردند که طی آن حق چاپ سوپرمن به انتشارات کمیک‌های کاراگاهی واگذار شد.
نسخه اصلاح شده سوپرمن در اولین شماره اکشن کامیکس، که در ۱۸ آوریل ۱۹۳۸ منتشر گردید، ظاهر شد. این شماره به لطف حضور سوپرمن و ویژگی‌های خارق‌العاده او موفقیت بزرگی کسب کرد.

## شمشیر سوپرمن
قدمت این شمشیر به عمر بیگ بنگ است. این شمشیر همراه با بینگ بنگ از اولین ماده تشکیل شده در جهان ساخته شده و فسادناپذیر است، این شمشیر، سوپرمن را به انرژی آفرینش متصل کرد و به او آگاهی کیهانی داده‌است. این شمشیر می‌درخشد و تیغه آن دائماً بین ماده و انرژی در حال جابه‌جایی است و می‌تواند انرژی نیز شلیک کند. این شمشیر حتی توهم اسوالد ماندیا را که توسط پادشاه کازموس ایجاد شده بود را از بین برد. سرانجام تیغه شمشیر، سوپرمن را به قدرت کیهانی متصل کرد و تیغه دوباره به انرژی تبدیل شد. این شمشیر، قدرت و دانش جهانی را به سوپرمن می‌دهد و می‌تواند او را با جهان یکی و کاملاً جاودانه کند. او با این شمشیر تقریباً تبدیل به یک قادر مطلق و دانای مطلق می‌شود و در همه‌جا حضور دارد.

## دشمنان
از دشمنان سوپرمن، می‌توان به این موارد اشاره نمود: لکس لوتر، برینیاک، بیزارو، دارک ساید، دومزدی، ژنرال زاد، پاراسایت، مستر میکسیزپیتلیک، متالو و مانگول، سیلور بنشی، ارادیکاتور، سوپربوی-پرایم، ایمپریکس، فیورا ال، سایبورگ سوپرمن، لوبو، لایو وایر، اولترامن، گوریلا گراد، توی من، اتومیک اسکول، برونو، اینترگانگ، جکس اور، مرسی گراوز، مورگان ادج، پرانکستر، پروفسور همیلتون، تیتانو سوپر اَپ، اولترا همیلتون و …

## در جهان‌های دیگر

### سوپرمن پرایم وان میلیون
زمانی که سوپرمن برای ۱۵۰۰۰ سال درخورشید زرد ماند، به قدرت‌های باورنکردنی دست پیدا کرده و خدایی جاودانه شد! او همسرش لوئیس لین را به‌صورت جاودانه دوباره خلق کرده و حتی سیارهٔ کریپتون را نیز از نو آفرید. همچنین، حلقهٔ فانوس سبز را نیز در اختیار گرفت. سوپرمن پرایم وان میلیون در سری آل استار سوپرمن نیز حضور کوتاهی دارد.

### کازمیک آرمور سوپرمن
در این زمان، دکس نوو (مندرک دارک مانیتور) از اوور وید به سمت مولتیورس می‌آید و قصد نابود کردن تمام خلقت دنیای دی سی و خوردن تمام داستان‌ها را دارد. با این‌حال سوپرمن و اولترامن به وسیله ربات تفکر، موفق به شکست دادن دارک مانیتور می‌شوند. 
کازمیک آرمور سوپرمن با پیوند سوپرمن و اولترامن (سوپرمن شرور زمین ۳) توسط کوانتوم سوپرمن به درون ربات تفکر متولد شد. توانایی‌های وی عبارتند از: کازمیک آرمور سوپرمن سازگاری فوری کیهانی در برابر هر تهدیدی حتی از آینده هم باشد، قدرت Berserker، خلق کردن، جذب و بکارگیری انرژی، آگاهی کیهانی، دستکاری ابعاد، زمان، فضا و واقعیت، پاک کردن وجود، بازسازی خداگونه، قدرت‌های الهی، تقریباً دانای مطلق، تقریباً قادر مطلق، حضور مطلق، شکستن بُعد چهارم، دید گرما، آسیب‌ناپذیری، دستکاری علیت و مفهوم، واکنش تکاملی کیهانی، قوی تر شدن با هر ضربهٔ حریف، مقاومت دربرابر دستکاری داستان، مُشتی با وزن بی‌نهایت، کنترل انرژی، قدرت و سرعت و استقامت بینهایت، آسیب‌ناپذیری نسبت به کریپتونایت، جادو و خورشید قرمز، جاودانگی، دستکاری داستان کامیک به نفع خود، تشخیص خواننده کمیک و در نتیجه آمدن به دنیای واقعی! این نسخه از سوپرمن خارج از فرضیه چندجهانی (مولتیورس) دنیای دیسی (آمنی ورس) بوده و درحال حاضر، قوی‌ترین نسخهٔ سوپرمن است. کازمیک ارمور سوپرمن توانسته مولتیورس بی‌نهایت را در یک دست خود نگه دارد.

### سوپرمن استرنج ویزیتور
این داستان در زمانی رخ می‌دهد که او واقعیت را برای میلیاردها سال نگه داشته بود. پس ازمرگ آخرین خدا، وی تمام واقعیت راکه میلیاردها سال بدون استراحت نگه داشته بود رها و آخرین انسانها را به جهان جدید راهنمایی و همراهی می‌کرد. در این داستان او تقریباً قادرمطلق و همچنین دانای مطلق است. او قادر به پاره کردن ابعادی است که قدرت‌های ۵ بُعدی شخصیتی مثل مسترمکسیزپیتلک هم نتواند به آن دسترسی پیدا کنند (یعنی فراتراز بُعد ۵). او توانسته‌است ازفضای هرج و مرج ابعادی و انتروپی جان سالم به درببرد که برای موجودات ۵بُعدی مانند مسترمکسیزپتلک و … نیز خطرناک ومرگبار است.
او قادر است از امواج انتروپی انتهای جهان دور بماند. با پرواز سریع از نقطه مرکزی نابودی، او توانست مکالمه‌ای کوتاه برای جبران داشته باشد تاقبل ازاینکه به او برخورد کند (که قابل اندازه‌گیری نیست)، او خود را به هزاران سوپرمن تقسیم کرده و تنها با کسری ازکل قدرتش، مرگ گرمای جهان و فروپاشی انتروپیک جهان رو را ازطریق نیروی اراده برای سالهای بی شمار مهار نمود؛ تا اینکه سرانجام همه موجودات عالم هستی جز خودش به‌طور طبیعی ازبین رفتند.
این نسخه از سوپرمن تمامی قدرت‌های سوپرمن عادی را به‌علاوه قدرت‌هایی مثل تکثیر، دستکاری و تغییر واقعیت و بُعدها، دستکاری فضا، بازسازی، تله‌پاتی، سفر به بُعدهای دیگر، دستکاری زمان، دستکاری و پرتاب انرژی، لمس ناپذیری، تلکینسیز، خلق کردن و قدرت‌های دیگر دارد و جاودانه نیز است. قدرت حمله این نسخه درسطح بالاترازمولتیورس ینی (اوت ورس) بوده و قدرت، سرعت و استقامتی نامحدود دارد. همچنین او فاقد ضعف در برابر کریپتونایت، جادو و خورشید قرمز است وبه انرژی خورشید نیازی ندارد.

### سوپرمن رِد سان
نام کتاب کمیکی است که دی سی در ماه آوریل سال ۲۰۰۳ در سری (ELSE WORLDS) منتشر کرد. (ELSE WORLDS به داستان‌هایی گفته می‌شود که در دنیای اصلی دی سی کامیکس اتفاق نمی‌افتند و در واقع در دنیاهای موازی جریان دارند). «مارک میلار» نویسنده معروف و مشهور دنیای کمیک نوشتن این داستان را برعهده داشت. ایدهٔ اصلی داستان این است که "اگه سوپرمن به جای آمریکا در شوروی سابق بزرگ شده بود چه می‌شد؟". این کمیک بسیار مورد توجه قرار گرفته و کاندید جایزه معتبر آیزنر هم شد. در این دنیا، همان‌طور که گفته شد، سفینه سوپرمن به جای آمریکا، در شوروی فرود می‌آید (در مزرعه‌ای در اوکراین). سوپرمن به عنوان "قهرمان کارگران معمولی" بزرگ می‌شود و بنابراین این نسخه از او ایده‌آل‌ها و آرمان‌های متفاوتی دارد ولی در قلب خود همچنان آدم خوبی است. ضمن اینکه همچنان با «لکس لوثر» در تضاد است. او هر کاری می‌کند تا سوپرمن را شکست دهد و حتی سعی می‌کند تا از روی او یک کلون ناقص بسازد. سوپرمن رِد سان به حدی قدرتمند بود که به تنهایی واندر وومن و تمام آمازونی‌ها وسپاه فانوس سبز را شکست داد.

### سوپرمن آبی: (BLUE SUPERMAN)
در واقع سوپرمن آبی همان سوپرمن معمولی و اصلی است که تنها منشأ قدرت‌هایش تغییر کرده و لباسی جدید دارد. از توانایی‌ها و کارهای او می‌توان این موارد اشاره نمود: جنگ با فرشته‌ها، تلپورت،جذب انرژی‌ها از برق، انرژی هسته ای، زباله‌های هسته ای، جذب انرژی از موشک‌ها و اشیا و اشخاصی که از درون آن‌ها عبور می‌کند، انرژی گرما، انرژی انفجارها، انرژی موجودات زنده و دشمنان. همچنین او می‌تواند تغییر اندازه داده، الکترون‌ها را دستکاری کرده و میدان انرژی ایجاد کند. او قابلیت تولید نیروی الکترومغناطیسی، تلپورت به بُعدهای دیگر و زوددرمانی را نیز داراست همچنین می‌تواند از رایانه‌ها و اشیا نیز اطلاعات کسب نماید. سرعت او مشابه فلش بوده و می‌تواند لمس ناپذیر شود تقریباً مشابه سوپرمن معمولی بینایی‌های ابرانسانی نیز دارد. سوپرمن آبی در کراس اوورهای دی‌سی و مارول هم حضور داشته‌است. او با یک حرکت توانست تمام اعضای انتقام جویان و لیگ عدالت رومتوقف کرده و آن‌ها را گیج کند. مدتی بعد توسط اکسس باشخصیت ثور ترکیب شده و شخصیتی به نام ثور-ال به وجود آمد.

### سوپرمن ترینیتی گاد (کیلیل)
این داستان در کمیک trinity 2008 جریان دارد. سوپرمن، واندر وومن و بتمن به قدرت‌های کیهانی بسیار عظیمی مانند درجه متافیزیکان بیاند نیز دست پیدا کردند. در این کامیک آن‌ها حتی توانایی آفرینش را نیز دارند و هرکدام برای خود یک دنیا خلق نمودند. آن‌ها می‌توانند قدرت‌های دیگران را از آن‌ها بگیرند یا قدرت ببخشند.

### کیزمت سوپرمن/ساندیپد سوپرمن
در این داستان ایمپریکس پرایم با کشف یک نقص درجهان تصمیم در به وجود آوردن یک جهان جدید از طریق بیگ بنگ و نابودی جهان قدیمی دارد! ایمپریکس به سمت زمین حرکت می‌کند و چون زمین طی بحران زمین بی‌نهایت بود، آن را بعنوان مرکز جهان‌ها قرار می‌دهد و بدین ترتیب جنگی کیهانی بین جهان و امپریکس پرایم شکل گرفت. او بعد از نابودی وارورلد اون به زمین حرکت کرد وقهرمانان این داستان مجبور به اتحاد با دارک‌ساید شدند. دراین جنگ شارون وانس خودش را قربانی کرد و قدرت خود را به سوپرمن داد (ورژن سوپرمن کیزمت). سوپرمن با این قدرت توانست زره ایمپریکس پرایم را بشکند و ایمپریکس پرایم را که در آن زمان بسیار قدرتمند بود را شکست دهد و قدرت کیزمت را تخلیه کند. سوپرمن تصمیم به انتقال انرژی امپریکس پرایم را به کهکشان‌هایی که توسط او نابود شده بود، داشت. اما با دخالت برینیاک۱۳ باوارورلد، آن انرژی جذب شد تا برینیاک از آن برای حکم رانی بر تمام دنیا استفاده کند.

#### قدرتهای کیزمت سوپرمن:
دستکاری الکتریک، دستکاری مغناطیسی، کنترل ودستکاری تراکم انرژی، هاله انرژی، پرواز، همدلی، جذب انرژی و قدرت دیگران، دزدیدن انرژی دیگران، بکارگیری انرژی، میدان نیرو، لمس ناپذیری و نامرئی، انفجار و پرتاب انرژی از چشم یا دست، ایجاد میدان مغناطیسی، دید طیف الکترومغناطیسی، دید مادون قرمز، دید گرما، دیدن اجسام (برخی از این قدرت‌ها در سوپرمن از قبل وجود داشت).
ساندیپد سوپرمن
در نهایت سوپرمن به دلیل انرژی بالایی که از خورشید جذب کرده بود، بسیار قدرتمند شد (ساندیپد سوپرمن). او پس از تضعیف و شکست وارورلد متوجه می‌شود که امپریکس همچنان زنده است و به دنبال راهی برای رهایی است. سوپرمن با فناوری جابه جایی زمانی ترکیبی جادوی آمازونهاو تمپست و بوم تیوب دارکساید دریچه ای به گذشته ایجاد کرده و تنها چند ثانیه به بیگ بنگ باقی مانده، این افراد نابود می‌شوند (ایمپریکس درآخرین لحظات مرگ خود بطورکنایه آمیزی متوجه شد نقصی که در جهان کشف کرده بود در واقع خود او بوده). سوپرمن از تمام این ماجراها جان سالم به دربرده و درنهایت جنگ با هزینه‌های بسیارسنگین تمام می‌شود، بطوریکه در این جنگ کیهانی بسیاری ازشخصیت‌های کشته شدند.

## زندگی‌نامه
کلارک کنت (به انگلیسی: Clark Kent) هویت واقعی یا حداقل هویت زمینی سوپرمن است. نام واقعی او کال-ال (به انگلیسی: Kal_El) است. او فرزند دانشمندی به نام جور-ال و همسرش لارا است که در سیاره کریپتون به دنیا آمد. با اینکه داستان سوپرمن بارها و بارها بازگو شده‌است، اما به‌نوعی می‌توان گفت که داستان او همچنان همانند نسخه اولیه‌اش است و در تمام این مدت، استوار بوده‌است. داستان زندگی سوپرمن معمولاً از زمان تولد کال ال گفته می‌شود. زمانی‌که جور ال متوجه شد که سیارهٔ آن‌ها قرار است در آینده‌ای نزدیک منفجر شود، فرزند خود یعنی کال ال را در یک سفینه فضایی مخصوص قرار داد و آن را به سمت سیاره زمین فرستاد. این سفینه بعد از طی کردن فاصله بسیار زیادی، روی یک مزرعه که در ایالت کنزاس قرار داشت، سقوط کرد. مدت زیادی طول نکشید که یک زن و شوهر نام جاناتان و مارتا کنت، این سفینه و نوزاد داخل آن را پیدا کردند و داستان سوپرمن ازاین جا شروع شده و با کشف قدرت‌های خارق‌العاده اش وماجراهایش ادامه یافت.

## شخصیت
در داستان‌های اصلی سیگل و شاستر، شخصیت سوپرمن خشن و پرخاشگر است. او اغلب از نیروی زیاد خود در برابر جنایتکاران استفاده می‌کند و گاهی آن‌ها را می‌کشد، این وضعیت در اواخر دهه ۱۹۴۰ و با ورود ویتنی السورث، تغییر کرد به‌کلی از کارهای سوپرمن حذف شد. این شخصیت نرم وبسیارمهربان شد و حس بشردوستی گرفت.
سوپرمن در نخستین حضور خود، یک مأمور خودخوانده یا پارتیزان تصور می‌شد که از گارد ملی اخراج شد، زیرا یک محلهٔ زاغه‌نشین را ویران کرد تا دولت، وضعیت مسکن بهتری برای فقرا بسازد. اما تا سال ۱۹۴۲، سوپرمن دوشادوش پلیس کار می‌کرد. امروزه، سوپرمن قهرمان شجاع و خوش قلبی است که حس قدرتمندی نسبت به عدالت، اخلاقیات و حقانیت دارد. او طبق اخلاقیاتی پیش می‌رود که پدر و مادرخوانده‌اش به او القا کردند. تعهد او به عمل در حوزه قانون، الگوی بسیاری از شهروندان و دیگر قهرمانان بوده اما موجب ناراحتی و انتقاد از سوی عده‌ای دیگر نیز شده که او را «پسر پیشاهنگ بزرگ و آبی» می‌خوانند. سوپرمن نسبت به این ویژگی خود سرسخت است و گاهی تنش‌هایی در جامعهٔ ابرقهرمانان ایجاد می‌کند. این نکته در برخورد او با واندر وومن و پس از کشتن مکسول لرد بسیار برجسته بود. بوستر گلد نیز در ابتدا رابطه سردی با مرد پولادین داشت ولی کم‌کم تغییر کرد.
سوپرمن که دنیای کریپتونی خود را از دست داده، بسیار مراقب زمین است و به ویژه از خانواده و دوستان کلارک کنت محافظت می‌کند. این فقدان همراه با فشار استفاده متعهدانه از قدرت‌هایش، منجر شد سوپرمن در زمین احساس تنهایی کند. برخوردهای سابق او با افرادی که تصور می‌کرد اهالی کریپتون بوده‌اند (مثل پاور گرل و مان-ال) نیز به نتیجه مثبتی نرسید. اما با رسیدن سوپرگرل اندکی از تنهایی او کاسته شد. قلعهٔ تنهایی سوپرمن، نقش مکانی آرامش‌بخش را برای او دارد که در دوران تنهایی و درماندگی به آن پناه می‌برد.
در سوپرمن/بتمن شمارهٔ ۳ (دسامبر ۲۰۰۳) بتمن می‌گوید: «دوگانگی قابل توجهی است. از بسیاری جهات، کلارک از همهٔ ما انسان‌تر است؛ ولی… او از آسمان‌ها آتش شلیک می‌کند و نمی‌توان او را به عنوان یک خدا درنظر نگرفت. البته ما شانس آوردیم که این فکر به ذهن خودش خطور نکرده‌است.» در بحران بی‌نهایت شمارهٔ ۱ (دسامبر ۲۰۰۵) اثر جف جانز، بخش کراس اور «بحران بی‌نهایت» ۲۰۰۵–۲۰۰۶، بتمن به سوپرمن هشدار می‌دهد که زیادی هویت انسانی به خود گرفته و با قدرت مورد نیاز جامعه ابرقهرمان‌ها، آن‌ها را رهبری نمی‌کند.

## کارهای باور نکردنی سوپرمن معمولی
- سوپرمن بهمراه کاپیتان مارول توانسته کتاب بی‌نهایت را بلند کند، (وزن این کتاب بی‌نهایت است)[۸۵]
- سوپرمن به همراه واندر وومن اسپکتر را بلند کرده‌است که به اندازه ابدیت/بینهایت وزن دارد[۸۶]
- سوپرمن توانسته به تنهایی شئ با وزن وفضای بینهایت رونگه داره و به درون فانتوم زون ببره![۸۷]
- سوپرمن به سرعت بسیار فراتر از سرعت نور دست یافته‌است، همچنین به توانایی سفردرزمان نیز دست یافته‌است.[۸۸]
- سوپرمن درحالتی که ضعیف بود توانست ثور خشمگین (مارول) را هم شکست داده و جلوی ضربهٔ میولنیر را با دستش بگیرد.[۸۹]
- «سورس» منبع همهٔ چیزهاییست که وجود دارد و انرژی بی حدو حصری است که از آن تمام حیات درجهان سرچشمه می‌گیرد. یک قادر مطلق، وقتی که معادله ضدزندگی/آنتی لایف شکل انسانی به خود گرفت، خود را نیمی ازیک موجود ترکیبی یین و یانگ با خود «سورس» به عنوان همتای خود اعلام کرد، سوپرمن و اوریون نیز اسکات فری رو که با آنتی لایف ادغام و برابر/همتای «سورس» بود را زدند![۹۰]
- سوپرمن به کریپتونایت و جادو وخورشیدقرمز[۹۱]غلبه کرده‌است.
- سوپرمن دربرابر جاذبه کهکشان‌های جرم سنگین مقاومت کرده‌است.
- سوپرمن به صورت فیزیکی وبا دستان خالی ۲ واقعیت یا جهان را با دستانش از هم جدا کرد[۹۲]
- سوپرمن با یک کف دست زدن قادر است واقعیت را سوراخ کند یا ترمیمش آن هم باتولید و دستکاری انرژی ازخودش![۹۳]
- سوپرمن توانسته مالدور ارباب تاریکی را شکست بده مالدور یک قادرمطلق بود که خود دیسی کامیکس هم گفته او یک قادرمطلق است.
- سوپرمن بامشت بُعد هارا زده[۹۴]
- سوپرمن باقدرت ۱۰۰ کهکشان مورد اصابت قرار گرفت وهیچ آسیبی ندید و تنها کمی تعجب کرد[۹۵]
- سوپرمن درحالی که توسط کریپتونایت ضعیف شده بود با یک بمب اتم برخورد کرد وبدون هیچ آسیبی براحتی زنده ماند.[۹۶]
- سوپرمن از یک انفجار پنجاه برابر بزرگتراز ابرنواختر کپلر که (انرژی خورشیدقرمز) بود مقاومت کرد و زنده ماند.[۹۷]
- سوپرمن در برابر یک انفجار به اندازه یک میلیون انفجار هسته‌ای بدون آسیب دیدن مقاومت کرد.[۹۸]
- سوپرمن درحالتی که ضعیف بود تنها با یک پَرش یک سیاره رو خُرد کرد![۹۹]
- سوپرمن دربرابر یک انفجار جادویی قدرتمند مقاومت کرده‌است.[۱۰۰]
- سوپرمن در برابر انفجار ونیروی بسیار عظیم حاصل ازنبرد دِ سورس و سول فایر دارکساید مقاومت کرد[۱۰۱]
- سوپرمن درسری کمیک‌های جدید (همه چیز) را برای ساعت‌های طولانی نگه داشت و بلند کرد.[۱۰۲]
- سوپرمن یک کهکشان رویایک دست جابه‌جا کرده.[۱۰۳]
- سوپرمن به راحتی سوپرمنِ دنیای اینجاستیس (بی عدالتی) را شکست داد.[۱۰۴]
- سوپرمن توانست با یک مشت آنتی مانیتور کلاسیک را که قبلاً با جذب انرژی جهان‌های پادماده قویتر شده بود ولی در آخر بدنش نابود شده بود را شکست دهد، (آنتی مانیتور کسی بود که اسپکتر تقویت شده را شکست داد).[۱۰۵]
- سوپرمن نیزه هایفادر را با زور بینهایت از دیوار سورس بیرون کشید و حتی درون سورس زنده ماند و دیوار سورس را شکاند.[۱۰۶]
- سوپرمن فرشتگان الهی رو شکست داده‌است![۱۰۷]
- سوپرمن شیاطین جهنم رو شکست داده‌است![۱۰۸]
- سوپرمن دربرابر آتش جهنم (هل فایر) مقاومت کرده‌است![۱۰۹]
- سوپرمن یک واقعیت خلق کرده‌است.[۱۱۰]
- سوپرمن توانسته بینهایت واقعیت رانابود کند.[۱۱۱]
- سوپرمن بدن سول فایر دارک ساید را متلاشی کرد، سول فایر دارک ساید کسی بود که با سورس جنگیده بود.[۱۱۲]
- سوپرمن با یک انفجار و انرژی به انداره بیگ بنگ برخورد کرد.[۱۱۳]
- سوپرمن، ماگدون را شکست داده‌است، ماگدون به عنوان آخرالزمان بود که فرشته‌ها به‌خاطر او می‌خواستند دنیا را ترک کنند.[۱۱۴]
- سوپرمن، پرالکس را شکست داده‌است.[۱۱۵]
- سوپرمن، گانتت و موگو رو شکست داده.[۱۱۶]
- سوپرمن، دارک ساید تِرو فورم رو شکست داده.[۱۱۷]
- سوپرمن، دومینوس (کسی که همتای شخصیت اترنیتی از مارول ینی کیزمیت را زد) رو شکست داده‌است.[۱۱۸]
- سوپرمن، ایمپریکس رو شکست داده.[۱۱۹]
- سوپرمن، سوپربوی پرایم رو شکست داده، سوپربوی پرایم کسی بود که تونست آنتی مانیتور رو بکشد، اوهمچنین دارکست نایت (تاریک‌ترین شوالیه) را شکست داد![۱۲۰]
- سوپرمن توانسته‌است ستاره خلق کند.[۱۲۱]
- سوپرمن نبولامن را شکست داد، نبولامن یه جهان زنده بود و قدرت نبولامن روی او هیچ تأثیری نداشت.[۱۲۲]
- سوپرمن با پرتوی گرما یک سیاره را نابود کرده‌است.
- سوپرمن در برابر برخورد با سورس مقاومت کرده‌است. (سورس یکی از قادرمطلق‌های دی سی است).[۱۲۳]
- سوپرمن یه موجود ۶ بُعدی (sixth) بُعدی به نام آلفیوس (ورلد فورجر) را با یک مشت شکست داده وباهمان یه مشت مولتیورسی که ورلد فورجر قصد جایگزین کردن آن راداشت را نابود کرد. (به گفته مستر مکسیزپیتلیک این موجودات باورنکردنی و غیرقابل تصور هستند)[۱۲۴]
- سوپرمن در بُعد ششم زنده مانده.[۱۲۵]
- سوپرمن یک‌بار نزدیک بود اسپکتر را بانیزه سرنوشت بکشد.[۱۲۶]
- سوپرمن، مستر میکسیزپیتلیک را شکست داد.[۱۲۷]
- سوپرمن یک منظومه خورشیدی را با تمام سیاراتش را به راحتی تکان داد و حمل کرد.[۱۲۸]
- سوپرمن با تنفس منجمد کنندهٔ خود یک ستاره را فقط با یک فوت خاموش کرد.[۱۲۹]
- سوپرمن توانسته وزن ده‌ها برابر سنگین‌تر از کره زمین را به راحتی تحمل کند.[۱۳۰]
- سوپرمن با یک عطسه یک منظومه خورشیدی را با تمام سیاراتش نابود کرد.[۱۳۱]
- سوپرمن یک سیاهچاله را در دستان خود نگه داشت.[۱۳۲]
- سوپرمن ازکشیده شدن به درون یک سیاه چاله بزرگ باسرعت فرار کرده‌است.
- دمای پرتو گرمای سوپرمن از دمای مرکز خورشید بیشتر ثبت شده‌است.
- سوپرمن دربرابر تمام پرتوهای اومگای دارک ساید که قادر به دستکاری ذرات هستند زنده ماند.[۱۳۳]
- سوپرمن به راحتی سیاره‌ها را جابه‌جا کرده‌است.[۱۳۴]
- سوپرمن در برابر انرژی خالص و اثر مستقیم پرتوهای امگای دارک ساید که بافرمول آنتی لایف و جادوی بزرگ تقویت شده بود زنده مانده و آن تنها با بازویش آن را دفاع کرد.[۱۳۵]
- سوپرمن از انفجار بمب‌های اتم و حتی از انفجار بسیار قوی‌تر از بمب اتم هم جان سالم به‌در برده‌است.[۱۳۶][۱۳۷]
- سوپرمن در برابر یک سیاه چاله بسیار بزرگ و یک کرم چاله مقاومت کرده.[۱۳۸]
- سوپرمن در برابر «مرگ» مقاومت کرد و شکستش داد.[۱۳۹]
- سوپرمن یک ابرنواختر را تکان داد.
- سوپرمن یک سیاره را با تنفس منجمدکننده‌اش به یخ تبدیل کرد.[۱۴۰]
- سوپرمن با پرتو گرمایش پارگی‌های واقعیت را تعمیر کرد.[۱۴۱]
- سوپرمن توانسته دورنوردی انجام دهد.[۱۴۲]
- سوپرمن یونیورس بینهایت رو بلند کرد.[۱۴۳]
- سوپرمن بُعد بی‌نهایت را نابود کرد.[۱۴۴]
- سوپرمن حصار بی‌نهایت را نابود کرد.[۱۴۵]
- سوپرمن بُعد فضا و زمان رو شکاند.[۱۴۶]
- سوپرمن تایم لاین را شکست.[۱۴۷]
- سوپرمن بدن امپراتور جوکر (ترکیب مسترمکسیزپتلک و جوکر) را نابود کرد و او را شکست داد.[۱۴۸]
- سوپرمن بدن فانتوم استرنجر را نابود کرده و او را زد.[۱۴۹]

## در رسانه‌ها
در سال ۱۹۷۸ میلادی کریستوفر ریو در فیلم سوپرمن به کارگردانی ریچارد دانر در نقش سوپرمن نقش‌آفرینی کرد که به موفقیت زیادی رسید. در سال ۱۹۸۰ میلادی، کریستوفر ریو در نقش سوپرمن برای فیلم سوپرمن ۲ به کارگردانی ریچارد دانر بازگشت. این فیلم همانند قسمت قبلی، موفقیت‌آمیز بود. در سال ۱۹۸۳ میلادی بار دیگر، کریستوفر ریو در نقش سوپرمن در فیلم سوپرمن ۳ به کارگردانی ریچارد لستر به ایفای نقش پرداخت. این فیلم نتوانست به اندازه دو فیلم قبلی موقیتی ایجاد کند. در سال ۱۹۸۷ میلادی، کریستوفر ریو آخرین بار در نقش سوپرمن در فیلم سوپرمن ۴: در جستجوی صلح به کارگردانی سیدنی جی. فیوری ظاهر شد. این فیلم یکی از بدترین فیلم‌های ابرقهرمانی یاد می‌شود و پرونده فیلم‌های سوپرمن را برای سال‌ها بست. در سال ۲۰۰۶ میلادی، فیلم بازگشت سوپرمن با شرکت براندون روث در نقش سوپرمن، و به کارگردانی برایان سینگر ساخته شد. این فیلم اثری قابل قبولی بود ولی به اندازه فیلم سوپرمن موفق نبود. در سال ۲۰۱۳ میلادی هنری کویل برای فیلم مرد پولادین به کارگردانی زک اسنایدر در نقش سوپرمن نقش آفرینی کرد و این فیلم اثری قابل قبولی بود. در سال ۲۰۱۶ میلادی، هنری کویل در فیلم بتمن علیه سوپرمن: طلوع عدالت به کارگردانی زک اسنایدر در نقش سوپرمن به ایفای نقش پرداخت. این فیلم به عنوان یکی از ضعیف‌ترین آثار دنیای توسعه‌یافته دی‌سی محسوب می‌شود. در سال ۲۰۱۷ میلادی، هنری کویل بار دیگر در فیلم لیگ عدالت به کارگردانی زک اسنایدر و جاس ویدون در نقش سوپرمن نقش آفرینی کرد. این فیلم همانند فیلم بتمن علیه سوپرمن: طلوع عدالت، یکی از ضعیف‌ترین فیلم‌های ابر قهرمانی محسوب می‌شود. سوپرمن در دنیای انیمیشن می‌توان به انیمیشن سوپرمن: مجموعه پویانمایی، سوپرمن: دومزدی، سوپرمن: فرزند سرخ، سوپرمن/بتمن: دشمنان مردم و سوپرمن: بدون مرز اشاره کرد که موفقیت‌آمیز بودند. سوپرمن در دنیای بازی ویدئویی زیادی خوش شانس نبوده که می‌توان به سوپرمن ۶۴ اشاره کرد که یکی از بدترین بازی‌های تاریخ یاد می‌شود. بازی‌های دیگر سوپرمن، عبارت اند از بازی سوپرمن: سایه‌های آپوکالیپس، بی عدالتی: خدایان میان ما و بی عدالتی ۲ که با نقدهای مثبتی همراه بودند. این شخصیت در آثار تلویزیونی در سریال‌های اسمالویل، سوپرگرل و کریپتون حضور داشته‌است. همچنین در سال ۲۰۲۱ این شخصیت در فیلم لیگ عدالت زک اسنایدر با نقش آفرینی هنری کویل حضور پیدا کرد. این فیلم، نقدهای متوسط به بالا و مثبتی از منتقدین دریافت نمود که آن را بهتر از نسخه ۲۰۱۷ توصیف کردند.

## توانایی‌ها و قدرت‌ها
به‌عنوان یکی از ساکنین سیارهٔ کریپتون، کال-ال قادر به جذب انرژی خورشید از ستارگان زرد کهکشان است. بدن کریپتونی وی به‌طور مداوم در حال جذب و ذخیرهٔ انرژی فعال از نور زرد خورشید سیاره زمین است (که به او اجازه حفظ و نگهداشت این انرژی را حتی هنگام شب می‌دهد). او تحت تأثیر نور خورشید، دارای قدرت، سرعت، استقامت، حواس بهبود یافته، بدنی آسیب‌ناپذیر و پایداری بسیار گسترده و ابرانسانی است. همچنین بدن او قادر به جذب انرژی خورشیدهای آبی، سفید، کوتوله است که خصوصیات مختلفی به سوپرمن می‌دهد و حتی انرژی تپ اختر و اخروش را نیز جذب می‌کند که قدرتی فراتر از تصورات بدست می‌آورد، او همچنین قادر به جذب انرژی کیهانیانرژی‌های جادوییانرژی ارواحو انرژی و تابش گاماانرژی ضدخورشید و انرژی کهکشانیوهمچنین صاعقه/آذرخش/برق و الکترو مغناطیسی نیز است که باعث افزایش بسیار زیاد نیرو و قدرت‌هایش می‌شود، اوحتی قادراست است انرژی خورشیدی دربدن موجودات زنده رانیز جذب کندکه به اوقدرت زیادی می‌دهد. سوپرمن دارای قدرت فیزیکی بسیار بالاونامحدودی است و قادر به جابه‌جایی اجسام با وزن باورنکردنی، و حتی بینهایت نیز می‌باشد، اسپکتر یکی ازقدرتمندتدین شخصیت‌ها دردنیای دیسی گفته که سوپرمن یکی ازقدرتمندترین موجودات درخلقت است. حتی بارها به این موضوع اشاره شده که سوپرمن قدرت فیزیکی نامحدودی داردقدرت فیزیکی او به راحتی قدرت رده ۱۰۰۰ را پشت سر می‌گذارد (این توانایی است که بر طبق جابه‌جایی وزن بینهایت در شرایط عادی محاسبه می‌شود). در حالی که محدودیت‌های قدرت سوپرمن از نویسنده‌ای به نویسنده دیگر متفاوت است، او اغلب به‌عنوان یکی از قدرتمندترین مخلوقات بر روی کرهٔ زمین محسوب می‌شود، بدن او آسیب‌ناپذیر است و گلوله، شمشیر، و نیزه برروی او تأثیری ندارد. وی مقاومت بسیار بالایی دارد؛ به طوری که در برابر آتش جهنم (هل فایر) مقاومت کرده که یکی از قدرت‌های لوسیفر نیز است یا حتی در برابر سورس (یک قادرمطلق) مقاومت کرده و از یک انفجار به اندازه بیگ بنگ نیز جان سالم به در برده‌است. وی حتی پرتوهای اومگای دارک ساید که باجادوی بسیار بزرگ وفرمول آنتی لایف تقویت شده بود را فقط با بازویش دفاع کرد! حتی توانایی دستکاری ذرات و اتم د مولکول و… نیز بر روی سوپرمن تأثیری ندارد.
سوپرمن به مهارت‌های رزمی، جنگی و نبرد زیادی مسلط است؛ مانند: هنرهای رزمی که بتمن به او آموزش داده، پرِشر پوینت (ضربه زدن به نقاط ضعف یافشار یا حساس بدن)، مهارت‌های رزمی آمازونی‌ها که واندر وومن به او آموزش داده، بوکس، مهارت‌های سخت آپوکالیپسی‌ها که مربی سابق آپوکالیپس به او آموزش داده، مهارت‌های گلادیاتوی، مبارزات تن به تن، کُشتی، کاراته، جوجیتسو، نینجوتسو، آیکیدو، کراو ماگا را دارد اون حتی درارتش خدمت کرده و مهارت‌های تیراندازی مبارزه مسلح و غیرمسلح هم آموزش دیده، حتی ۱۰۰۰سال به همراه واندر وومن و ثور (دی‌سی) در والهالا جنگیده، در حال حاضر طبق گفته دی‌سی سوپرمن استاد مبارزه شده‌است.
سوپرمن توانایی حرکت و پرواز با سرعت فوق‌العاده زیاد را دارا می‌باشد. او حتی به درجهٔ سرعت بسیار سریع‌تر از نور دست یافته‌است، وحتی به توانایی سفر در زمان نیز دست یافته، اگرچه این سرعت تنها در خلأ فضا دیده شده‌است و او با اراده شخصی سرعت خود را بر روی زمین برای جلوگیری از آسیب به محیط محدود کرده‌است، سوپرمن می‌تواند باسرعتی حرکت کند که پیوندهای بینهایت فضا و همچنین بُعد فضا وزمان را نابود کند او می‌تواند آنقدر سریع باشد که زمان برایش بی‌معنی شود وهمه چیز را خیلی سریع درک کند! بالاترین حد سرعت سوپرمن به‌طور دقیق مشخص نیست، اما گاهی اوقات سرعت او کمتر از شخصیت فلش در نظر گرفته می‌شود، با اینحال او حتی می‌تواند با سرعتی برود که در آن واحد در همه جای کره زمین یا محل‌های دیگر حضور داشته باشد. سرعت او آنقدر زیاد است که توانایی دستکاری زمان یا موقف کردن زمان بر روی او تأثیری ندارددر حالت پرواز در هوا هیچ موجودی حتی والی وست، بری آلن و ریورس فلش قادر نیستند از او جلو بزنند و سریعتر باشند،او براحتی درچندلحظه توانسته ازیک هایپرتایم بینهایت بیرون بیایدحتی براحتی ازیه هایپراسپیس بیرون آمده (برای بیرون آمدن ازیک هایپراسپیس سرعت بی‌اندازه ای لازم است). ذهن او نیز با سرعت بسیار بیشتری نسبت به انسان‌های زمینی عمل می‌کند و او قادر به درک و پردازش مقدار زیادی اطلاعات تقریباً در کسری از ثانیه است، او در واقع به روی صندلی موبیوس نشسته و علم و دانش تقریباً بیکرانی را در اختیار دارد او حتی ذهن بسیار وسیعی دارد و حافظه تصویری فوق‌العاده ای دارد.
کال-ال دارای توانایی ابرانسانی برای شنیدن انواع صداها در هر حجم و فاصله‌ای است، این قابلیت او احتمالاً تا زمانی کاربرد دارد که اتمسفر برای ارتعاش صوت وجود داشته باشد. کال-ال همچنین قدرت دید ماوراء طبیعی دارد، به شکلی که حتی قادر به دیدن اجسام کوچک در فاصله‌های بسیار دور است. این دید همچنین به او در دیدن اجسام دارای ساختار اتمی حتی در پشت دیوار کمک می‌کند. فیزیولوژی سوپرمن به او اجازه تبدیل انرژی ذخیره شده خورشیدی به پرتوهای انرژی حرارتی بسیار متمرکز را می‌دهد، که دمای آن می‌تواند با دمای ستارگان قابل قیاس باشد. دو پرتو انرژی به شکل لیزر که از چشمانش آزاد می‌شود، به رنگ قرمز روشن بوده اما با کاهش دمای آن‌ها حتی می‌تواند غیرقابل مشاهده و شناسایی باشد. این پرتوها حتی می‌توانند آنقدر بزرگ باشند که یک سیاره را نابود کنند.
قدرت تنفس منجمد کننده و تنفس سوپرمن بسیار قوی است به طوری توانسته بایه عطسه یک منظومه ستاره ای رابه طور ناخواسته نابود کند. او همچنین می‌تواند بایک فوت ستاره‌های بزرگ را خاموش و سیاره‌ها را منجمد کندبه علاوه می‌تواند بایه کف دست زدن واقعیت را بشکافد و همین‌طور رونق صوتی بسیار عظیمی ایجاد کند که بسیار خطرناک است، او حتی نشان داده که توانایی لمس ناپذیری نیز دارد و زمانی که در این حالت باشد در برابر هر حمله ای مصون است، او می‌تواند با لرزاندن مولکول‌های بدنش از هراشیا وماده ای عبور کند،حتی وقتی که کنترلی بر خودش نداشته باشد آنقدر خطرناک است که حتی لیگ عدالت با تمام اعضایش نمی‌تواند حریف سوپرمن شود.سوپرمن حتی از واقعیت و خط زمانی پاک یا حذف نمی‌شود، و تغییری نخواهد کرد.نشان داده شده که اگر کل خلقت نابود شود، بازهم تنها سوپرمن باقی خواهد ماند و موجودیت او تغییر نمی‌کند و از بین نمی‌رود.سوپرمن جاودانه است.سوپرمن توانایی زدن مشت انرژی جنبشی را دارد بدین صورت که قدرت انرژی حرکت فیزیکی رابه مشت‌های خود هدایت کرده و یک ضربه بسیار سهمگین و تمام کننده می‌زد. سوپرمن در کامیک‌های جدید قدرت خلق کردن واقعیت رو بدست آورد و تعداد نامعلومی واقعیت خلق کرد.توانایب‌های دستکاری: ذرات و اتم و مولکول و روح وجذب شدن خودش انرژیش وذهن تغییرباحذف ازواقعیت و… روی سوپرمن تأثیری ندارد.
- عصرطلایی: این عصر در کمیک‌های اولیه سوپرمن است و او در ابتدا توانایی‌های کمی داشت اما در ادامه کامیک‌ها و بخصوص در پایان و بحران در زمین‌های بینهایت و بحران بینهایت بسیار قدرتمند بود؛ بطوری که در نبرد با سوپرمن عصر مدرن، زمان و فضا با مشت‌های آن‌ها نابود شد و حتی جهان و واقعیت نیز از نبرد آنها درهم شکست.
- عصرنقره ای: این عصر دوران اوج سوپرمن است و او بسیار قدرتمند است او قدرت‌های بسیار زیاد و فراوانی دارد او به حدی قدرتمند است که تنها بایک عطسه ساده یه منظومه شمسی را نابود کرد با یک انفجار به اندازه انفجار بیگ بنگ برخورد کرد و زنده ماند یک قادرمطلق رو شکست داد با سرعتش پیوندهای بینهایت فضا را نابود کرد و زمان و فضا را شکست یک کهکشان بزرگ را با یک دست جابه‌جا کرد، نویسندگان کامیک‌های عصر نقره سوپرمن بصورت رسمی تأیید کردند که سوپرمن در عصر نقره تقریباً قادرمطلق است.
- عصربرنز: در این عصر نیز سوپرمن قدرتمند است و قدرت‌های زیادی دارد.
- عصر مدرن: در این عصر هم با سوپرمنی بسیار قدرتمند روبه رو هستیم که کارهای زیادی انجام داده‌است. او به بُعدها مشت زده، بینهایت واقعیت را نابود، بینهایت وزن را بلند، یک منظومه شمسی را براحتی حمل کرده‌است.
- نیو ۵۲: در این عصر سوپرمن کمی ضعیف شده بود، اما در اواخر عصر نیو۵۲ قدرتمندتر گشت. (دکترمنهتن خالق نیو۵۲ بوده)
- ربیرث و بعد از آن: بعد از فاجعه نیو۵۲ در دومزدی کلاک (ساعت رستاخیز) نشان داده شد که نیو ۵۲ کار دکترمنهتن بوده، همچنین دکتر منهتن فلش‌پوینت را به‌طور کامل نابود و پاک کرد. همچنین دکتر منهتن کشف کرد که تمام سوپرمن‌های عصرطلایی، عصرنقره ای، عصربرنز، عصرمدرن یک سوپرمن بودند که بعد از هر بحران تنها تایم لاین سوپرمن به جلو حرکت کرده و واقعیت او تقسیم شد. بعد سری‌های ربیرث سوپرمنی بشدت قدرتمند شد؛ به طوری که فقط در عرض چند ثانیه از بُعد ۵/۶ به بُعد ۱ آمد (هربُعدی ساختار، جهان و دنیای بزرگی دارد). در حقیقت، این موضوع به این معناست که سوپرمن یک رکورد در سرعت زده‌است. او تنها با یک مشت ورلدفورجر را شکست داده و با همان یک مشت یک مولتیورس کامل (مولتیورسی که فورجر قصد جایگزین کردن آن را داشت) را نابود کرد. همچنین تمام واقعیت و دنیا (همه چیز) را برای چندین ساعت، بدون خورشید نگه داشت.

## انرژی‌هایی که سوپرمن معمولی جذب می‌کند
سوپرمن
انرژی‌های خورشیدی:
- خورشید زرد
- ستاره آبی (قدرت بیشتری نسبت به خورشید زرد به سوپرمن می‌دهد)
- ستاره کوتوله (خصوصیات وتوانایی‌های متفاوت)
- ستاره سفید (خصوصیات و توانایی‌های متفاوت و قدرت بیشتری نسبت به خورشید زرد به سوپرمن می‌دهد)
- تپ اختر/ستاره نوترونی (قدرت‌هایی فراتر از حد تصورات می‌دهد)
- اختروش (قدرت‌هایی فراتر از حد تصورات می‌دهد)
- انرژی خورشیدی در درختان و گیاهان
- جذب انرژی خورشیدی از موجودات زنده
- انرژی خورشید نارنجی (همان قدرتهای معمولی را دارد و گاهی اوقات هم اثرات عجیبی دارد)

انرژی‌های دیگر که می‌تواند جذب کند:
- انرژی جادویی (حتی می‌تواند آن را جذب کرده و به نفع خود استفاده نماید یا توانایی‌های جدیدی کسب کند)
- انرژی برق/آذرخش/صاعقه/الکتریسیته (باعث تقویت قابلیت‌های سوپرمن می‌شود؛ هرچند ممکن است توانایی‌های متفاوتی بدست بیاورد).
- انرژی الکترومغناطیسی (تقویت می‌شود)
- انرژی کیهانی (بسیار قوی‌تر می‌شود).
- انرژی تابش گاما (قوی‌تر می‌شود و کاربردی است).
- انرژی ارواح (قوی‌تر می‌شود).
- انرژی ضدخورشید.
- انرژی کهکشانی.
- جذب انرژی اِتِر (اِتِر درهمه جای خلقت جریان دارد)
- کریپتونایت ایکس:'
- در کمیک‌ها بعد از جذب انرژی و تابش انرژی فیلترشده سبز کریپتونایت قدرت بسیار عظیمی بدست آورد، بدنش رشد کرده و بزرگتر شد و در برابر بسیاری از عوامل سازگار گشت. سوپرمن آنقدر قدرتمند شده بود که کنترلی روی قدرت‌های وحشتناک و ارتقا یافته خودش نداشت! این ایده وجود دارد که می‌تواند تأثیر منفی دیگر کریپتونایت‌ها را به نفع سوپرمن تغییر داده و مثبت نماید.

درحالت سوپرمن آبی که تنها منبع قدرت‌های او تغییر کرده‌است:
- انرژی موجودات زنده
- انرژی انفجارها
- انرژی برق/آذرخش/صاعقه/الکتریسیته
- انرژی گرما
- انرژی نئون
- انرژی هسته ای و زباله‌های هسته ای
- انرژی موشک‌ها و سلاحها
- انرژی هرچیز و هر موجودی که از درون بدنش رد شود و عبور کند
- نیروی زندگی (لایف فورس):
- عملیات سنتی تُرکواسم رائو به سوپرمن این امکان را می‌دهد تا از «نیروی زندگی» که یکی از نیروهای هفتگانه جهان است، استفاده کند. این موضوع بدین معنی است که سوپرمن می‌تواند با استفاده از آن انرژی/قدرت خود را بازیابی نماید.

## نقاط ضعف
درواقع سوپرمن تنها ۳ نقطه ضعف در طول تاریخ تمام کمیک‌ها داشت و به جز این ۳، کمپانی دی‌سی کامیکس هیچ نقطه ضعف دیگری برای سوپرمن تعیین نکرده‌است:
- کریپتونایت (تقریباً): کریپتونایت ماده‌ای است که باعث ضعیف شدن قدرت‌های سوپرمن می‌شود. هرچند که سوپرمن بارها به این ماده غلبه کرده و حتی در کمیک‌های جدید این ماده تأثیر زیادی بر روی او ندارد.
- جادو (تقریباً): جادو تقریباً ضعف سوپرمن محسوب می‌شود. البته در یک‌سری کمیک‌ها جادو برروی سوپرمن هیچ تأثیری نداشته و سوپرمن به راحتی آن را شکست داده و حتی آن را جذب می‌کند؛ اما در یک‌سری کمیک‌ها هم برعکس بوده‌است.
- خورشید سرخ: سوپرمن از تمام خورشیدها و ستاره‌ها به جز خورشید قرمز انرژی و نیرو می‌گیرد، خورشید قرمز قدرت‌های سوپرمن را خنثی می‌کند، اگرچه در بعضی کمیک‌ها او دربرابر خورشید قرمز مقاومت کرده‌است.